# Памятник Симону Петлюре
Па́мятник Симо́ну Петлю́ре (укр. Пам'ятник Симону Петлюрі) — монумент украинскому военному и политическому деятелю, главе Директории УНР, атаману войска и флота УНР Симону Петлюре, открытый в 2001 году в городе Ровно, первый памятник Петлюре на территории Украины.
Авторы памятника — скульпторы В. Шолудько, В. Стасюк и архитектор Т. Мельничук.
Памятник расположен на улице Симона Петлюры, на площади рядом с Народным домом в Ровно — городе, в котором в конце марта 1919 работало правительство УНР — Директория. Главный военный атаман Симон Петлюра и штаб действенной армии находились в Здолбунове. С балкона одного из домов, расположенных вблизи памятника, атаман выступал перед народом.